# Anna Ståbi
Anna Maria Björnsdotter Ståbi, född 3 juni 1963, är en svensk poet och författare. 

## Biografi
Ståbi är dotter till riksspelmannen Björn Ståbi och halvsyster till sångaren Kersti Ståbi. Hon växte upp i Hälsingland och i Stockholm. Ståbis föräldrar skilde sig när hon var åtta år. Det ledde till långa tvister och flera flyttar. Den turbulenta barndomen bidrog till att hon själv valde att bilda familj tidigt.
Hon tänkte utbilda sig till operasångerska, men slutade efter sju års förberedande studier innan det blev dags att söka till Operahögskolan. Arvet efter den klassiska musiken kan dock märkas i hennes diktning.
Efter att ha flyttat till Bjärred med man och barn skilde hon sig. I kölvattnet av det började Ståbi att skriva dikter och sökte därefter in till Skurups folkhögskolas skrivarlinje, dit hon kom 1989. Där och vid Lunds universitet träffade hon Bodil Greek, Åsa Magnusson, Eva Nordquist och Kristina Rosengren. Tillsammans bildade de poesigruppen Nya Juno, centrerad kring uppläsningar. Nya Juno skrev tillsammans antologin med samma namn (1993), som också blev Ståbis debut. Antologin som helhet har rötter i den tidiga modernismen. Ståbis bidrag visade tecken på ett intresse för myter och historia. Efter publiceringen av Nya Juno har de andra i gruppen inte gett ut fler böcker. 2007 medverkade Ståbi i Lyrikvännen, där hon bland annat beskrev hur kollektivet Nya Juno splittrades.
1994 gjorde hon debut på egen hand med diktsamlingen Den viljelösa säden på Bonniers förlag. Hon var en av 15 poeter som 1995 gavs ut i samlingen Nittiotalister - 15 poeter mitt i 90-talet. 1997 kom hennes andra bok, Ur dagens bok, och drömmens, även den på Bonniers. Hennes tredje bok var Flux, som kom ut på Bonniers 1999.
1999 medverkade Ståbi på Poeternas natt, en samradiosändning på svensk och dansk radio, som senare givits ut på dubbel-CD:n Framtidsminnen - Fremtidsminder. En av hennes dikter finns med i John Ajvide Lindqvists bok Människohamn.
Vid sidan av sitt författarskap arbetar Ståbi som litteraturkritiker. Hon har tidigare också arbetat som skrivlärare.
Ståbi bor i Hedemora.

## Författarskap
Ståbis författarskap är bland annat influerat av Bruno K. Öijer, Tua Forsström, Gunnar Harding, Bellman, Gustaf Fröding och Erik Johan Stagnelius. "Anna Ståbis dikter kännetecknas av hög intellektuell halt, oväntade bilder och humoristisk talspråkston." Hon nämner också Rilke och Goethe som inspirationskällor.
När gruppen Nya Juno presenterade sig i tidskriften Artes var det drömlivets symbolik som gruppen betonade. Bonniers Litterära Magasin beskriver Ståbis diktande som "mycket likt det okontrollerade tankearbete som hjärnan pysslar med när man är lätt bortkopplad, ett slags drömlogik, eller en dagdrömmandets logik" men konstaterar också att Ståbi har en brist på "fulsnygghet, skepsis och cynisk misstänksamhet" och fokus på skönhet.
| ”                                                        | Mina dikter kommer ur hängivenhet och extas, jag ser mig inte som personligt ansvarig för innehållet, snarare flyter jag med och har förtröstan. | „ |
| – Anna Ståbi, citerad i Bonniers Litterära Magasin, 2003 | |   |

Ståbi omarbetar sina dikter 20-50 gånger innan hon upplever att hon träffar rätt.